# Lethrus gladiator
Lethrus gladiator är en skalbaggsart som beskrevs av Edmund Reitter 1897. Lethrus gladiator ingår i släktet Lethrus och familjen tordyvlar. Inga underarter finns listade i Catalogue of Life.